# Rosa laxa
Rosa laxa es una especie de planta del género Rosa, de la familia Rosaceae.

## Taxonomía
Rosa laxa fue descrita por Retz. en 1803.

## Distribución
Se encuentra en el territorio de Asia Central hasta el oeste de Siberia y el norte de China.